# 2012 v astronomiji

## Posebni dogodki leta
- 6. junij – drugi in zadnji sončev prehod Venere v stoletju. Naslednji par prehodov se bo zgodil v letih 2117 in 2125.

Prehodi Venere preko diska Sonca so eni izmed najredkejših planetarnih poravnanj. Od odkritja teleskopa se je zgodilo le sedem takšnih dogodkov (1631, 1639, 1761, 1769, 1874, 1882, 2004, 2012).

## Mrki
Leta 2012 sta se zgodila dva sončeva in dva lunina mrka.
- Kolobarjasti sončev mrk 20. maja 2012
- Delni lunin mrk 4. junija 2012
- Popolni sončev mrk 13. novembra 2012
- Polsenčni lunin mrk 28. novembra 2012